# 福岡市道路愛称
福岡市道路愛称（ふくおかしどうろあいしょう）は、福岡市が、1969年から2009年にかけて5回実施した道路愛称事業により制定した、道路の愛称のこと。

## 道路愛称事業による愛称
福岡市の道路愛称事業は、1969年に福岡市制施行80周年を記念して初めて実施し、6路線に愛称を制定した。これ以降、1979年の市制施行90周年、1989年の市制施行100周年、1994年のユニバーシアード福岡大会開催前（大会自体は翌年の1995年に開催）、2009年の市制施行120周年、2012年の一般国道202号福岡外環状道路全線4車線開通1周年の際に、それぞれの記念事業として実施し、これまでに42の愛称を制定した。これらの愛称は、市民からの公募などによるほか、当事業による制定以前から、市民や地元住民などから呼ばれていたものもある。

### 第1回（1969年）制定
- 福岡市制施行80周年を記念して制定

| 番号 | 愛 称    | 区間（上段：起点・下段：終点）                                 | 距離  | 路線名                                                                                                   |
| ---- | -------- | -------------------------------------------------------------- | ----- | --- |
| 1    | 昭和通り | 博多区石堂大橋交差点 中央区荒戸交差点                          | 3.4km | 福岡市道博多姪浜線                                                                                       |
| 2    | 大博通り | 博多区博多駅（バスターミナル前）交差点 博多区福岡サンパレス前  | 1.8km | 福岡県道43号博多停車場線 福岡県道44号博多港線                                                            |
| 3    | 渡辺通り | 中央区天神橋口交差点 中央区渡辺通1丁目交差点                   | 1.3km | 福岡県道602号後野福岡線                                                                                  |
| 4    | 国体道路 | 博多区祇園町交差点 中央区大濠1丁目交差点                       | 4.5km | 国道202号 福岡市道堅粕西新1号線 福岡市道堅粕西新2号線                                                    |
| 5    | 筑紫通り | 博多区博多駅前3丁目交差点 博多区・春日市境                     | 7.0km | 福岡市道博多駅草ヶ江線 福岡市道博多駅春日原2号線 福岡県道505号板付牛頸筑紫野線 福岡市道博多駅春日原1号線 |
| 6    | 住吉通り | 博多区博多駅（バスターミナル前）交差点 中央区渡辺通1丁目交差点 | 1.3km | 福岡市道博多駅前線 福岡市道博多駅草ヶ江線 福岡県道553号東光寺竹下春吉線                                  |

### 第2回（1979年）制定
- 福岡市制施行90周年を記念して制定

| 番号 | 愛 称            | 区間（上段：起点・下段：終点）                                | 距離   | 路線名                                                                                                |
| ---- | ---------------- | ------------------------------------------------------------- | ------ | --- |
| 7    | 海の中道         | 東区和白交差点 東区志賀島橋                                   | 14.3km | 福岡県道59号志賀島和白線                                                                              |
| 8    | 百年橋通り       | 中央区平尾交差点 東区松島交差点                               | 7.7km  | 福岡県道555号桧原比恵線 国道385号 国道3号                                                             |
| 9    | 空港通り         | 博多区博多駅（バスターミナル前）交差点 博多区福岡空港南交差点 | 4.5km  | 福岡市道博多駅前線 国道385号 福岡市道下臼井博多駅線 福岡県道551号別府比恵線 福岡県道574号水城下臼井線 |
| 10   | 那の津通り       | 博多区千鳥橋交差点 中央区西公園下交差点                       | 3.9km  | 福岡県道602号後野福岡線 福岡市道千鳥橋唐人町線                                                        |
| 11   | 大池通り         | 南区清水四ツ角交差点 城南区片江1丁目交差点                    | 4.9km  | 福岡県道602号後野福岡線 福岡市道清水干隈線                                                            |
| 12   | 早良街道         | 早良区脇山口交差点 早良区野芥交差点                           | 4.5km  | 福岡市道西新荒江線 国道263号                                                                          |
| 13   | 流通センター通り | 東区箱崎ふ頭中央入口交差点 東区・粕屋町境                     | 3.2km  | 福岡市道松島貝塚線 国道201号                                                                          |
| 14   | 妙見通り         | 博多区堅粕1丁目交差点 東区箱崎3丁目交差点                     | 2.5km  | 福岡県道550号浜新建堅粕線                                                                             |
| 15   | 日赤通り         | 中央区渡辺通り1丁目交差点 南区九大大橋キャンパス入口交差点    | 3.1km  | 福岡県道602号後野福岡線 国道385号                                                                     |
| 16   | 高宮通り         | 中央区薬院大通交差点 南区・春日市境（須玖北1丁目交差点）      | 6.0km  | 福岡県道31号福岡筑紫野線                                                                              |
| 17   | 別府橋通り       | 中央区赤坂3丁目交差点 城南区荒江交差点                        | 2.9km  | 国道202号                                                                                             |
| 18   | 今宿新道         | 早良区荒江交差点 西区バイパス青木交差点                       | 7.5km  | 国道202号                                                                                             |
| 19   | 城南線           | 中央区渡辺通り1丁目交差点 早良区西新交差点                    | 4.7km  | 福岡市道博多駅草ヶ江線 福岡市道大濠東油山線 福岡県道557号東油山唐人線 福岡市道堅粕西新2号線           |

### 第3回（1989年）制定
- 福岡市制施行100周年を記念して制定

| 番号 | 愛 称          | 区間（上段：起点・下段：終点）                              | 距離   | 路線名                                  |
| ---- | -------------- | ----------------------------------------------------------- | ------ | --------------------------------------- |
| 20   | 和白通り       | 東区香住ヶ丘1丁目交差点 東区・新宮町境                      | 4.1km  | 国道495号                               |
| 21   | 明治通り       | 博多区千代2丁目交差点 西区小戸西交差点                      | 10.2km | 福岡市道千代今宿線                      |
| 22   | よかトピア通り | 中央区福浜団地入口交差点 早良区室見川東川岸（愛宕大橋東詰） | 2.7km  | 福岡市道港福浜線 福岡市道唐人町豊浜線   |
| 23   | 黒門川通り     | 中央区黒門橋交差点 中央区福浜団地入口交差点                 | 0.7km  | 福岡市道黒門福浜線                      |
| 24   | 筑肥新道       | 中央区平尾駅入口交差点 中央区新田島橋東交差点               | 3.0km  | 福岡市道博多駅鳥飼線 福岡市道平尾別府線 |
| 25   | 福大通り       | 城南区片江1丁目交差点 城南区干隈三差路交差点                | 2.6km  | 福岡市道清水干隈線                      |

### 第4回（1994年）制定
- 1995年のユニバーシアード福岡大会開催を記念して制定

| 番号 | 愛 称        | 区間（上段：起点・下段：終点）                      | 距離  | 路線名                                                                                          |
| ---- | ------------ | --------------------------------------------------- | ----- | ----------------------------------------------------------------------------------------------- |
| 26   | ユニバ通り   | 志免町柏木交差点 博多区・志免町境                   | 3.0km | 志免町道席田浦田線 福岡市道席田浦田線                                                           |
| 27   | 竹下通り     | 博多区博多駅東交差点 博多区竹下駅交差点             | 2.9km | 国道385号 福岡県道575号山田中原福岡線 福岡市道博多駅五十川線                                    |
| 28   | きよみ通り   | 博多区国際線北口交差点 南区清水四ツ角交差点         | 2.3km | 福岡市道上牟田清水1・2・3号線 国道385号                                                         |
| 29   | 大正通り     | 中央区鮮魚市場正門交差点 中央区薬院大通交差点       | 1.8km | 福岡市道長浜博多駅1・2号線 福岡県道31号福岡筑紫野線                                             |
| 30   | マリナ通り   | 早良区室見川東川岸（愛宕大橋東詰） 西区小戸西交差点 | 4.1km | 福岡市道唐人町豊浜線 福岡市道愛宕姪浜線 福岡市道豊浜小戸線                                      |
| 31   | 油山観光道路 | 中央区六本松西交差点 城南区片江展望台(油山)         | 6.9km | 福岡市道大濠東油山線 福岡県道557号東油山唐人線 福岡市道東油山西山田線 福岡市道片江山展望台1号線 |

### 第5回（2009年）制定
- 福岡市制施行120周年を記念して制定

| 番号 | 愛 称          | 区間（上段：起点・下段：終点）                                 | 距離  | 路線名                                                            |
| ---- | -------------- | -------------------------------------------------------------- | ----- | ----------------------------------------------------------------- |
| 32   | パピヨン通り   | 博多区千鳥橋交差点 博多区妙見交差点                            | 1.3km | 福岡市道千代粕屋線 福岡県道21号福岡直方線 福岡県道607号福岡篠栗線 |
| 33   | 吉塚通り       | 博多区妙見交差点 東区・粕屋町境                                | 2.1km | 福岡県道607号福岡篠栗線                                           |
| 34   | みやけ通り     | 南区大橋交差点 南区・那珂川町（現・那珂川市）境                | 2.8km | 国道385号                                                         |
| 35   | 若久通り       | 南区野間1丁目Y字路交差点 南区福岡外環状道路（花畑2丁目交差点） | 2.9km | 福岡県道602号後野福岡線 福岡市道野間屋形原線                      |
| 36   | 原通り         | 早良区早良口交差点 早良区次郎丸交差点                          | 3.7km | 福岡県道558号内野次郎丸弥生線                                     |
| 37   | 愛宕通り       | 西区愛宕大橋交差点 西区下山門交差点                            | 2.8km | 福岡市道豊浜拾六町線                                              |
| 38   | 下山門通り     | 西区小戸西交差点 西区青果市場入口交差点                        | 1.9km | 福岡県道560号都地姪浜線                                           |
| 39   | はかた駅前通り | 博多区博多駅（博多口）交差点 博多区祇園町西交差点              | 0.8km | 福岡市道博多駅前線                                                |
| 40   | 城南学園通り   | 城南区中村大学前交差点 城南区福大病院東口交差点                | 3.2km | 福岡市道地行鳥飼七隈線                                            |
| 41   | 姪浜大通り     | 西区姪浜5丁目交差点 西区福重交差点                             | 2.1km | 福岡県道560号都地姪浜線                                           |

### 2012年制定
- 一般国道202号福岡外環状道路全線4車線開通1周年を記念して制定

| 番号 | 愛 称        | 区間（上段：起点・下段：終点）            | 距離   | 路線名    |
| ---- | ------------ | ----------------------------------------- | ------ | --------- |
| 42   | 平成外環通り | 西区青果市場入口交差点 博多区立花寺交差点 | 16.2km | 国道202号 |

## 道路愛称事業以外による道路愛称
福岡市にはこの他に、各区や、地元の自治会や商店街等により名づけられた道路愛称が数多くある。

### 東区
- 香椎セピア通り
- みゆき通り

### 中央区
- 親不孝通り
- 天神西通り
- きらめき通り
- 天神サザン通り
- メルヘン通り
- ふれあい通り
- 浄水通り
- 山荘通り
- 小笹平和大通り
- 六本松青陵通り